# 9/11 Truth Movement
 (août 2011).
Si vous disposez d'ouvrages ou d'articles de référence ou si vous connaissez des sites web de qualité traitant du thème abordé ici, merci de compléter l'article en donnant les références utiles à sa vérifiabilité et en les liant à la section « Notes et références ».

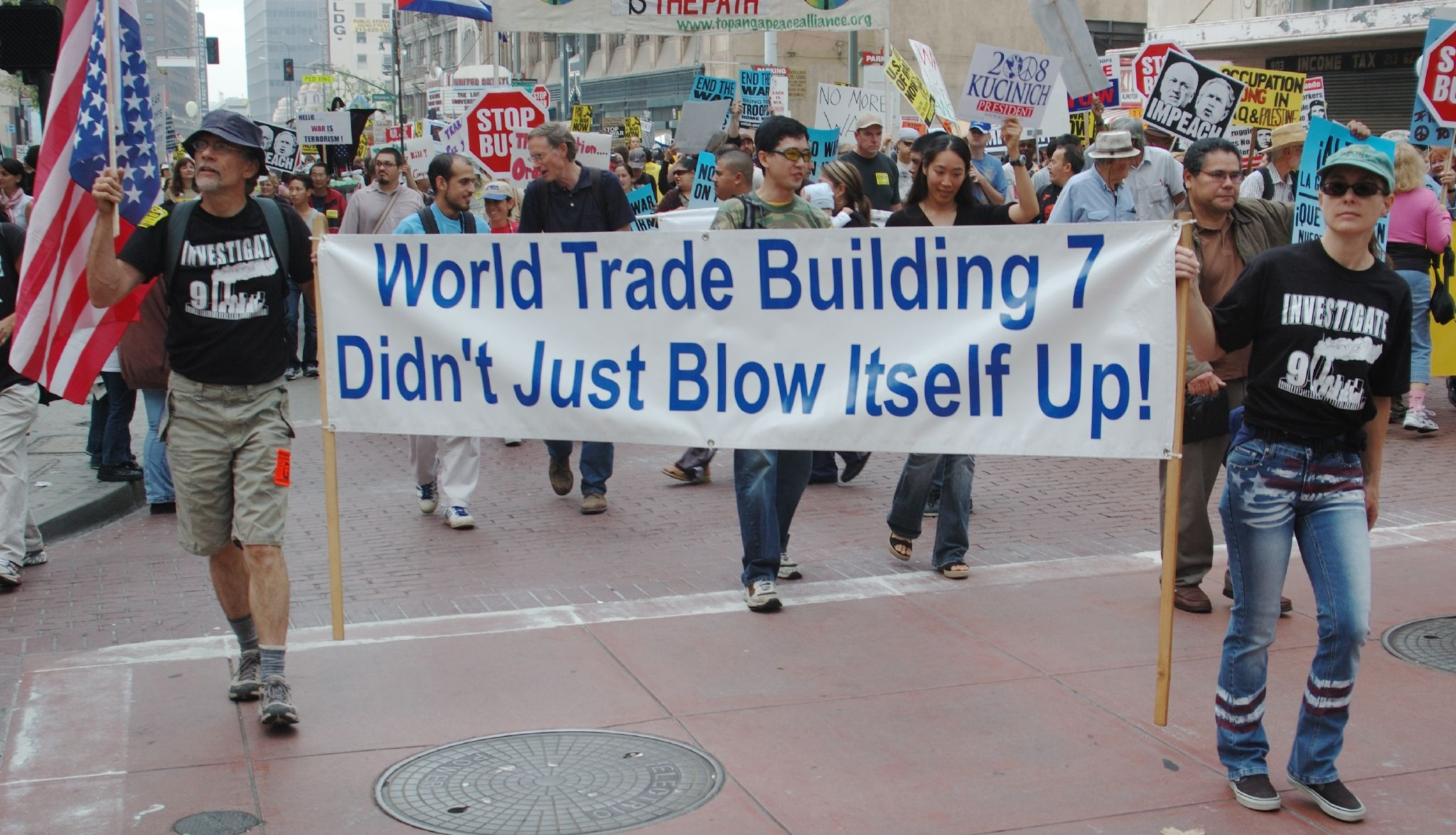
Banderole déployée par deux membres du 9/11 Truth Movement à Los Angeles en octobre 2007.

Le 9/11 Truth Movement (Nine-eleven Truth Movement, qui peut être traduit par « Mouvement pour la vérité sur le 11-Septembre ») est le nom adopté par des organisations, associations et individus qui remettent en question la version couramment admise sur les attentats du 11 septembre 2001. C'est un mouvement né aux États-Unis qui a par la suite essaimé un peu partout dans le monde.
Les membres de ce mouvement communiquent principalement par internet, ils se rencontrent régulièrement dans des réunions de groupes locaux, des conférences, et des manifestations. Le mouvement englobe des personnes d'opinions très différentes qui s'accordent sur une contestation de la version actuelle, la plus souvent admise, des attentats du 11 septembre 2001, ainsi que de critiques établies dans le rapport publié par la Commission nationale sur les attaques terroristes contre les États-Unis en 2004. Les questions et les hypothèses alternatives sont nombreuses. Les incohérences formulées par certains membres du mouvement de contestation ont été raillées à plusieurs reprises par la presse, et qualifiées de « théories du complot ». Les membres souhaitent l'ouverture d'une enquête indépendante sur les attentats.

## Diversité du mouvement
Les membres du mouvement qui veulent analyser les attentats et expliquer notamment la chute des tours, émettent des hypothèses plus ou moins tenantes de la théorie du complot à partir des seules preuves publiquement accessibles. Le physicien Steven E. Jones a publié une contestation de la version officielle basée sur des arguments présentés comme scientifiques. Il a créé avec James H. Fetzer le mouvement Scholars for 9/11 Truth en décembre 2005. Cela signifie « universitaires pour la vérité sur le 11-Septembre ». Au départ, le groupe accueillait de nombreuses idées et hypothèses ; cependant certains membres importants eurent bientôt l'impression que des idées avancées par Fetzer, comme l'usage d'armes de haute énergie ou de mini-bombes nucléaires pour détruire le World Trade Center, n'étaient pas suffisamment étayées par des preuves et tournaient le groupe en ridicule. 
En décembre 2006, Steven Jones a écrit à tous les membres du groupe, expliquant que lui et certains autres membres, ne voulaient plus être associés avec Fetzer et qu'il avait l'intention d'aider à la création d'un nouveau mouvement qui se doterait d'un comité de décision. Le nouveau mouvement s'appela Scholars for 9/11 Truth and Justice (« universitaires pour la vérité et la justice sur le 11-Septembre ») et il avait pour but d'utiliser une méthode d'analyse scientifique. Le groupe d'origine se sépara après un vote, dix membres décidant d'y rester et 180 membres rejoignant Scholars for 9/11 Truth and Justice.
Les membres réfutant la version officielle estiment que les tours n'auraient pas dû s'écrouler de cette façon. Pour justifier cela, les complotistes émettent l'hypothèse d'une démolition contrôlée de ces immeubles: des explosifs auraient été dissimulés dans les tours
Parmi les gens qui soutiennent ou partagent le combat de ce mouvement on peut trouver des personnalités très différentes comme : Alex Jones, Andreas von Bülow, Daniel Ellsberg, David Ray Griffin, Edward Asner,Giulietto Chiesa, Gore Vidal, Kevin R.Ryan, Lynn Margulis, Michael Ruppert, Mike Gravel, Nafeez Mosaddeq Ahmed, Peter Dale Scott, Richard Gage, Steven E. Jones, Sibel Edmonds, Annie Machon (en), Webster G. Tarpley, Mathieu Kassovitz…

## Organisations
Parmi les organisations s'inscrivant dans ce mouvement, les plus connues sont : 
- Architects & Engineers for 9/11 Truth, dirigée par l'architecte Richard Gage ;
- Pilots for 9/11 Truth;
- 9/11 Truth ;
- Scholars for 9/11 Truth ;
- Scholars for 9/11 Truth & Justice ;
- 9/11 Citizens Watch ;
- 9/11 Commission Campaign.

## Filmographie
- 2004 : The Great Conspiracy: The 9/11 News Special You Never Saw de Barrie Zwicker
- 2005 : Martial Law 9/11: Rise of the Police State d'Alex Jones
- 2006 : 9/11: Press for Truth, documentaire américain de Ray Nowosielski
- 2006 : 911 Mysteries: Demolitions
- 2007 : 9/11: Blueprint for Truth par l'architecte Richard Gage
- 2009 : Loose Change: An American Coup de Dylan Avery
- 2009 : New World Order par Luke Meyer et Andrew Neel